# Yangochiroptera
Yangochiroptera o Vespertilioniformes son un suborden propuesto de mamíferos quirópteros formado por la mayoría  de las familias de micromurciélagos. Este taxón se basa principalmente en los datos de genética molecular y se opone a la idea tradicional de que megamurciélagos y micromurciélagos forman grupos monofiléticos de murciélagos.

## Taxonomía
El término Yangochiroptera fue propuesto por Karl F. Koopman en 1984.
Como alternativa a los nombres Yinpterochiroptera y Yangochiroptera, algunos investigadores utilizan los términos Pteropodiformes y Vespertilioniformes respectivamente. En virtud a esta nueva nomenclatura propuesta, Vespertilioniformes es el suborden que reemplazaría Yangochiroptera.

### Sistemática
El suborden se clasifica de la siguiente manera:
- Suborden Yangochiroptera Koopman, 1984
  - Superfamilia Emballonuroidea Weber, 1928
    - Familia Emballonuridae Gervais, 1855
    - Familia Nycteridae Van der Hoeven, 1855

  - Superfamilia Noctilionoidea Gray, 1821
    - Familia Furipteridae Gray, 1866
    - Familia Mormoopidae Saussure, 1860
    - Familia Mystacinidae Dobson, 1875
    - Familia Myzopodidae Thomas, 1904
    - Familia Noctilionidae Gray, 1821
    - Familia Phyllostomidae Gray, 1825
    - Familia Thyropteridae Miller, 1907

  - Superfamilia Vespertilionoidea Gray, 1821
    - Familia Cistugidae Lack, Roehrs, Stanley, Ruedi & Van Den Bussche, 2010
    - Familia Miniopteridae Mein & Tupinier, 1977
    - Familia Molossidae Gervais, 1856
    - Familia Natalidae Gray, 1866
    - Familia Vespertilionidae Gray, 1821